# Лаптевы (деревня)
Лаптевы — деревня в Юрьянском районе Кировской области в составе Медянского сельского поселения.

## География
Находится на правобережье Вятки на расстоянии примерно 9 километров на запад по прямой от поселка Мурыгино.

## История
Известна с 1678 года как починок Пронки Шишкова с 1 двором. В 1764 16 жителей. В 1873 году в ней было учтено дворов 6 и жителей 46, в 1905 11 и 60, в 1926 21 и 136, в 1950 16 и 55. В 1989 не было учтено наличного населения. 

## Население
Постоянное население  составляло 2 человека (русские 100%) в 2002 году, 1 в 2010.